# Арка аргентариев
Арка аргентариев (Arcus Septimi Severi (in foro Boario), Arcus Argentariorum или Monumentum Argentariorum) — современные названия арки, возможно, служившей входом на Бычий форум. Арка примыкает к базилике Сан-Джорджио-ин-Велабро.
Арка сооружена в 204 году н. э. на средства цеха аргентариев (отсюда название) в честь Септимия Севера, его супруги Юлии Домны и их сыновей Каракаллы и Геты, а также жены Каракаллы Фульвии Плавциллы. Изображения императора и его супруги имеются на внутренней (правой) стороне арки.
Примечательно, что, вопреки названию, сооружение представляет собой не арку, типичную для древнеримской архитектуры, а пропилеи с горизонтальным архитравом по греческому образцу. Высота сооружения составляет 6,15 метра, ширина прохода — 3,30 метра. По углам опор расположены пилястры с коринфскими капителями, а вся внешняя поверхность украшена рельефами.
Надписи на арке трижды обновлялись: после убийства отца Плавтиллы Плавтиана в 205 году, после убийства самой Плавтиллы в 211 году и после убийства Геты в 212 году (изображения Плавтиллы и Геты уничтожены).